# Idaea consericeata
Idaea consericeata là một loài bướm đêm trong họ Geometridae.